# Delta Holding
 (транскр.  Делта холдинг) један је од највећих српских холдинга.
Седиште Delta Holding-а је у Београду односно Новом Београду, а његов власник је Мирослав Мишковић.

## Историја
Првобитно предузеће Delta M из којег ће касније настати Delta Holding основано је 4. фебруара 1991. године са седиштем у Београду. Током 2004. извршена је подела на два нова предузећа: Delta M и Delta Maxi. Власник је била кипарска компанија Hemslade Trading Limited у власништву Мирослава Мишковића.
Дана 31. октобра 2006. године из Delta M основана су још три предузећа: Delta Agrar, Delta Automoto и Delta DMD. Затим, 31. августа 2007. промењен је назив предузећа Delta M у Delta Real Estate, а основано је друго предузеће под називом Delta M. Нова организација Delta Holding-a је ступила на снагу 1. септембра 2011. године, а из комуникације је повучено име Делта М групе. Само предузеће Delta M једно време је наставило радити као друштво за консалтинг и менаџмент послове, а затим и угашено 14. новембра 2018.
Назив „Delta Holding” у ужем смислу се може користити за матично предузеће основано 10. јануара 1997. године док се у ширем смислу користи за сва повезана привредна друштва. Предузеће Delta Holding је данас у власништву српског предузећа Delta Investment (77,72%) и кипарских компанија Hemslade Holding Limited (12,07%), Daurama Holdings Limited (8,66%) и Rhenium Holdings Limited (1,55%). Међутим, власништво над предузећем Delta Investment опет има кипарска компанија Astatine Holdings Limited (100%). Са Delta Holding-ом повезана је и компанија Hitomi Financial Limited са Британских Девичанских Острва. Крајњи власник свих предузећа је Мирослав Мишковић.
Чланице Delta Holding-а се баве аграрном производњом, производњом хране, извозом, увозом, заступањем иностраних компанија, дистрибуцијом робе широке потрошње, продајом аутомобила и развојем некретнина. Delta Holding послује на тржиштима Србије, Босне и Херцеговине, Црне Горе, Европске уније, Русије и Швајцарске. Прва је српска компанија која је значајно инвестирала на тржишту Европске уније. Такође, поседује и дистрибутивни центар за воће и поврће у Русији.
У депеши коју је Амбасада САД из Београда послала у Вашингтон наводи се да је компанија Delta Holding настала на корупцији и „на леђима” српског народа који је патио за време санкција и хиперинфлације те да је Мирослав Мишковић стекао огромно богатство учествујући у корупцији за време владавине Слободана Милошевића.

## Холдинг
Delta Holding-ом управљају Управни одбор, Извршни одбор и Борд директора. Управни одбор на челу са председником надзире пословање и одобрава стратешке планове. Извршни одбор чине потпредседници и генерални директори. Борд директора чине руководиоци пословних јединица и експертских служби.
Delta Holding своје пословање реализује кроз четири организационе целине:
- Делта аграр група;
  -  Београд;
- -  Нови Сад;
  -  Јагодина;
  -  Београд;
  -  Београд;
- Делта рилестејт група;
  -  Београд;
- Делта дистрибуција;
  -  Београд;
  -  Београд;
  -  Београд;
  -  Београд.

У саставу Delta Holding-а послују и две непрофитне организације: Delta Fondacija и Delta-Pak. Бивше организационе целине су: Делта М група са матичним предузећем Delta M, група Делта спорт са матичним предузећем Delta Sport и група Делта ђенерали осигурање са матичним предузећем Delta Generali osiguranje.
Само предузеће Delta Holding има непосредно власништво над Delta Security System Београд (100%) и Delta Rent-A-Car Београд (10%).